# L'Encyclopédie de la cuisine canadienne
L'Encyclopédie de la cuisine canadienne (rebaptisée L'Encyclopédie de la cuisine de Jehane Benoît dans sa réédition) est un livre de cuisine et encyclopédie culinaire canadien et, plus particulièrement, québécois, rédigé par Jehane Benoît et publié pour la première fois en 1963, puis réédité en 1991.
L'ouvrage, divisé en 52 chapitres, considéré comme une bible culinaire par les ménagères québécoises, a été tiré à plus d'un million et demi d'exemplaires au cours des décennies. « Le plus sûr chemin pour arriver à se nourrir sainement, [...] est la connaissance des règles fondamentales de la cuisine. » Chaque chapitre explique donc à travers diverses recettes traditionnelles les règles fondamentales de la cuisine. Son ouvrage répond également à son désir de mettre en évidence la cuisine canadienne du Québec.